# 필 폰다카로

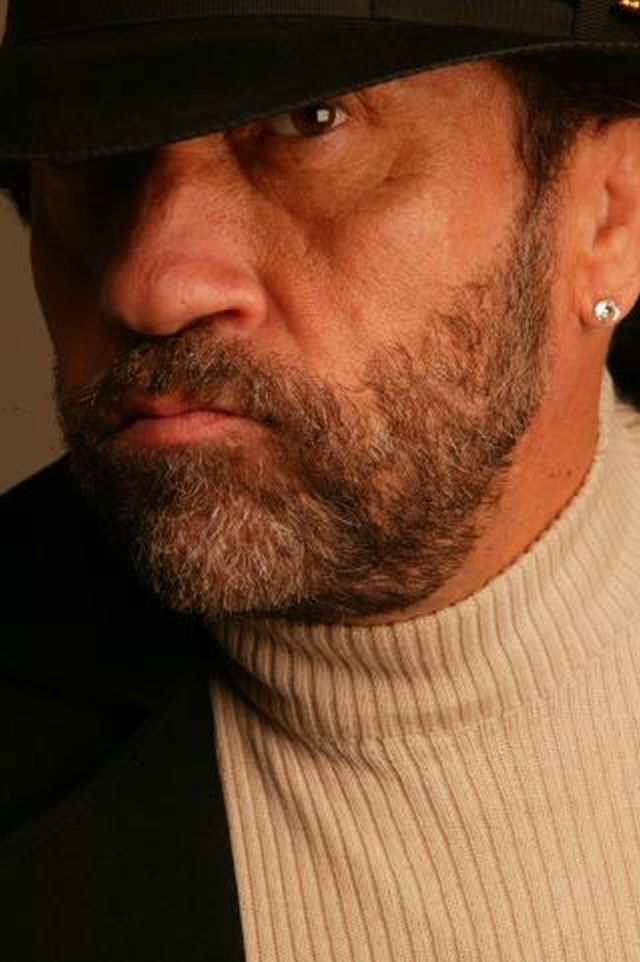

필 폰다카로(Phil Fondacaro, 1958년 11월 8일 ~ )는 미국의 텔레비전 배우, 영화배우이다.
뉴올리언스에서 태어났다.

## 영화
- 뱀파이어의 키스 (2009년)
- 랜드 오브 데드 (2005년)
- 폴라 익스프레스 (2004년) - 엘프 역
- 사이드쇼 (2000년)
- 스위트 제인 (1998년)
- 아담스 패밀리 3 (1998년)
- 더 엘리베이터 (1996년)
- 크리프트 스토리 - 뱀파이어와의 정사 (1996년)
- 사브리나 - TV 시리즈 (1996년)
- 배드 컴퍼니 (1995년)
- 더블, 더블, 토일 앤 트러블 (1993년)
- 돌맨과 악마 인형 (1993년)
- 알래스카의 빛 (1990년)
- 자오선 (1990년)
- 윌로우 (1988년)
- 환타즘 2 (1988년)
- 가비지 페일 키즈 무비 (1987년)
- 굴리스 2 (1987년)
- 트롤 (1986년)
- 아메리칸 드라이브-인 (1985년)
- 하드 락 좀비 (1985년)
- 타란의 대모험 (1985년)